# Штробас
Штробас (нем. Strohbass, дословно — «соломенный бас») — тип фонации, при котором голосовые связки вибрируют, но при этом практически не напряжены. Является самым низким вокальным регистром, во время которого производство самого звука происходит при помощи воздуха, проходящего через расслабленную, как бы «свободно колышущуюся» голосовую щель. Связки при этом находятся в положении гортанной смычки, которая позволяет проходящему воздуху создавать дребезжащий звук. Штробас обычно звучит как тихий, скрипучий голос и почти не напрягает голосовые связки. Наименование «фрай» используется за соответствующее звучание: штробас напоминает звук жарки, то есть шкворчание масла на сковороде.
Верхний предел диапазона штробаса совпадает с нижним пределом грудного регистра (примерно ми большой октавы). У подготовленного певца переход между грудным регистром и штробасом может быть малозаметен. При движении вниз звук становится всё менее мелодичным, постепенно переходя в скрип. Нижний предел диапазона штробаса практически неограничен и определяется, скорее, пределом распознаваемости тона в звуке. Примерная граница предела распознаваемости совпадает с пределом распознаваемости звука — 20 Гц (ми субконтроктавы).

## В музыке
В тяжёлой музыке штробас встречается почти во всех её направлениях. Также штробас легкоузнаваем и широко используется вне тяжёлой музыки. Штробас активно используется в индастриал-метале, кантри-музыке, может встречаться в поп-музыке.
Штробас может использоваться в качестве упражнения для освоения техники экстремального вокала фрай-скриминг, однако сам по себе не является его основой.